# 캐슬바니아: 로즈 오브 섀도 2
《캐슬바니아: 로즈 오브 섀도 2》는 머큐리스팀이 개발하고 코나미가 배급한 핵 앤 슬래시 액션 어드벤처 게임이다. 《캐슬바니아》 하위 시리즈 《캐슬바니아: 로즈 오브 섀도》의 세 번째이자 마지막 작품으로, 북미 및 유럽 지역에서 2014년 2월 처음 출시됐다.
전체적인 게임플레이는 전작 《로즈 오브 섀도》와 유사하나 진행 구조는 오픈 월드 형식으로 변경됐다. 플레이어는 현대와 중세 시대를 걸쳐 활동하는 드라큘라를 조종한다.
플레이스테이션 3, 엑스박스 360 및 마이크로소프트 윈도우 플랫폼으로 출시됐으며, 2014년 3월 25일에 DLC '계시 (Revelations)'가 발매됐다.

## 게임플레이
전작에서 드라큘라로 현신한 주인공 가브리엘 벨몬트를 조작한다.

## 참조
1. ↑  영어: Castlevania: Lords of Shadow 2
2. ↑  일본판 제목 《악마성 드라큘라: 로즈 오브 섀도 2》(悪魔城ドラキュラ ロード オブ シャドウ2)